# Krit Srivara
Krit Srivara (27 marzo 1914 – Bangkok, 28 aprile 1976) è stato un generale e politico thailandese.
È ricordato in Thailandia per il ruolo che ebbe durante la sollevazione studentesca dell'ottobre 1973 quando, ordinando il ritiro delle proprie truppe, evitò la probabile carneficina e contribuì alla fine della dittatura di Thanom Kittikachorn.

## Biografia
Durante la seconda guerra mondiale, Krit prese parte alla campagna della Birmania nel battaglione dell'esercito thailandese comandato dall'allora maggiore Sarit Thanarat. Thanarat divenne nel 1958 primo ministro e dittatore dalla Thailandia, mentre Krit compì una brillante carriera nell'esercito arrivando al grado di generale.

### Carriera politica
Nel 1969, entrò nella compagine governativa del feldmaresciallo Thanom Kittikachorn in qualità di vice-ministro dell'Istruzione. Nel 1970 fu spostato alla carica di vice-ministro della Difesa, dicastero di cui era titolare il primo ministro Thanom. Il governo fu sciolto il 17 novembre con un colpo di Stato organizzato dallo stesso Thanom per sopprimere l'infiltrazione comunista. Fu dissolto il parlamento e venne formato il Consiglio Esecutivo Nazionale, che per un anno fece le veci del governo. Nel successivo governo di Thanom costituitosi nel dicembre 1972, Krit ricoprì la carica di ministro dell'Industria.

### Sommossa studentesca del 1973
Krit Srivara ebbe un ruolo fondamentale durante l'imponente sommossa studentesca dell'ottobre 1973, che ebbe luogo in un momento di crisi economica sia nel Paese che internazionale legata alla grave crisi energetica di quello stesso anno. Gli studenti protestarono per il crescente livello di repressione governativa e per la carenza di sbocchi professionali. Al termine di tre giorni di scontri tra la polizia e i circa 400.000 dimostranti, il 14 ottobre il governo richiese l'intervento dell'esercito, che impiegò carri armati ed elicotteri causando una strage tra i manifestanti.
La rabbia popolare aumentò e gli studenti si diressero al Palazzo Chitralada, la residenza di re Rama IX, per chiedere l'intercessione e protezione al sovrano. Il re fece aprire i cancelli del palazzo agli studenti, che erano inseguiti e berasagliati dall'esercito. Thanom ordinò che venissero prese misure più drastiche ma Krit, che era il comandante in capo dell'esercito nell'operazione, ordinò invece il ritiro delle truppe.
Il sovrano condannò l'incapacità dimostrata dal governo durante la crisi e chiese ai 'tre tiranni' Thanom, Praphas Charusathien e Narong Kittikachorn (figlio di Thanom) di lasciare il paese. Verso sera il dittatore rassegnò le dimissioni e poco dopo Rama IX annunciò alla televisione che Thanom era stato sostituito dal nuovo capo del governo, il giurista Sanya Dharmasakti, invitando gli studenti a sciogliere la manifestazione. L'evento riportò nel Paese la democrazia, che era stata soppressa con il colpo di Stato del 1947, ma la reazione delle varie fazioni dell'esercito aprì una fase di grave instabilità politica.

### Ultimi anni
Krit fu promosso comandante supremo dell'esercito e in quegli anni appoggiò i governi democratici che si succedettero. Il 20 aprile 1976 divenne ministro della Difesa nel nuovo governo del conservatore Seni Pramoj ma morì otto giorni dopo, ed il suo posto fu preso dal generale Tawich Senivansa, uno degli alti ufficiali che stavano tramando un colpo di Stato. La situazione politica precipitò nei mesi seguenti e sfociò il successivo 6 ottobre nel massacro dell'Università Thammasat di Bangkok e nel conseguente ritorno della dittatura militare.
Il ruolo di Krit nella sommossa del 1973 fu criticato in un libro del 2003 di Narong Kittikachorn, il quale imputò al generale una parte di responsabilità sulla violenza innescatasi, una tesi che fu respinta dai leader studenteschi.